# Ponte Vecchio (Lleida)
Il Ponte Vecchio (traduzione dal catalano Pont Vell e dallo spagnolo Puente Viejo) è uno dei cinque ponti della città di Lleida e attraversa il fiume Segre.

## Storia

### Origini
Il Ponte Vecchio ha origini antiche: si sa che era già stato completato nel 47 a.C., quando entrò nella storia per mano di Giulio Cesare; nel 62, dopo un secolo, venne citato in un testo classico entrando così anche nella letteratura ad opera di Lucano. Le sue caratteristiche ai tempi della prima costruzione sono incerte e solo dall'epoca della riconquista cristiana della città si è potuto descrivere precisamente come si presentava. Era interamente di pietra, con sei arcate e sette pilastri corredati da tagliacque rinforzati. Era dotato di due versanti il cui vertice cadeva sul terzo pilastro e di un'inclinazione più forte a sinistra che a destra. Presentava una carreggiata adibita al transito di sette metri di larghezza e protetta da una balaustra di pietra di un metro di altezza. Questa descrizione risultò valida fino al 1866, quando ormai rimanevano poche pietre dell'originale a causa di molti cambiamenti e ristrutturazioni.

### La demolizione del Ponte Vecchio

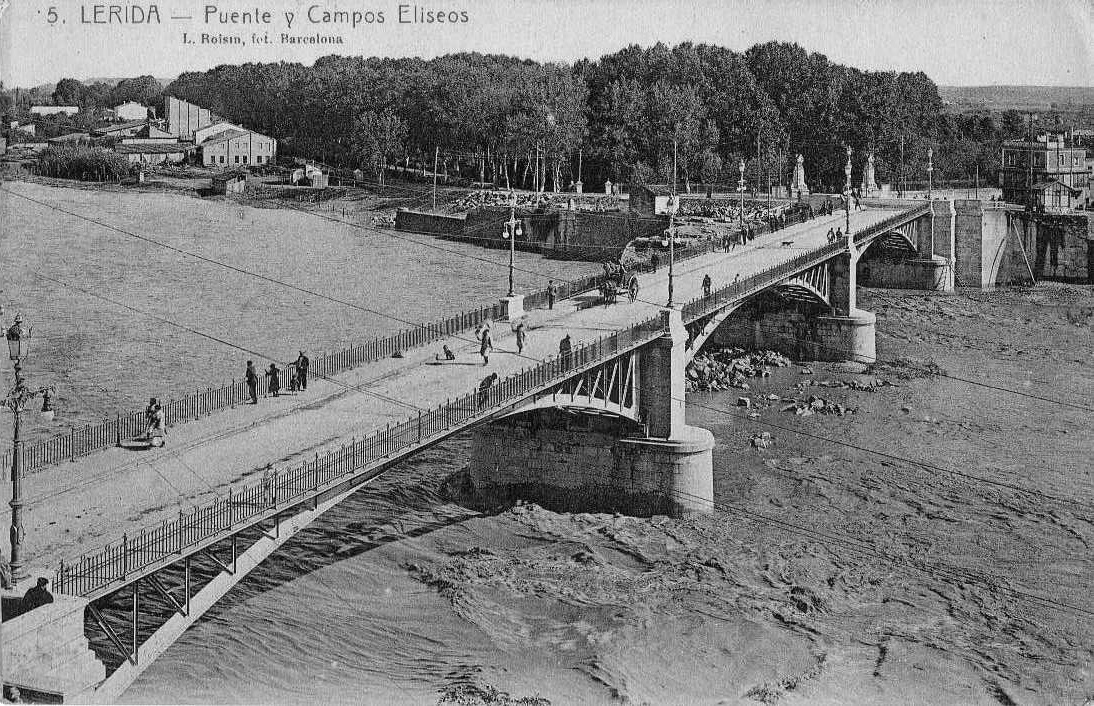
Il Pont Vell nella sua versione del 1911.

Nell'ottobre del 1866 il fiume inondò campi, ricoprì terre, rovinò raccolti, provocò morti e si portò via parte del ponte. Tre delle arcate scomparvero e si rese necessaria la ricostruzione della struttura. Del progetto venne incaricato Julio de Saracíbar, che ne aveva presentati due. Uno di questi presentava arcate di pietra e l'altro due campate in metallo. Venne scelto il secondo perché l'esecuzione era più rapida. Comprendeva due campate con struttura a capriata unite e disuguali, sostenute da un solo pilone centrale. La prima misurava 41,5 metri e la seconda 21,49 metri. La larghezza del passaggio destinato a carrozze e cavalcature era di 4,5 metri, quella dei marciapiedi di 1,10 metri per ogni lato. Venne inaugurato nel 1875. Uno dei vantaggi del progetto era che, se si voleva, si poteva continuare. Tuttavia non ce ne fu occasione, dato che una delle campate non resistette all'inondazione del Segre del 1907.

### 1911: la ricostruzione

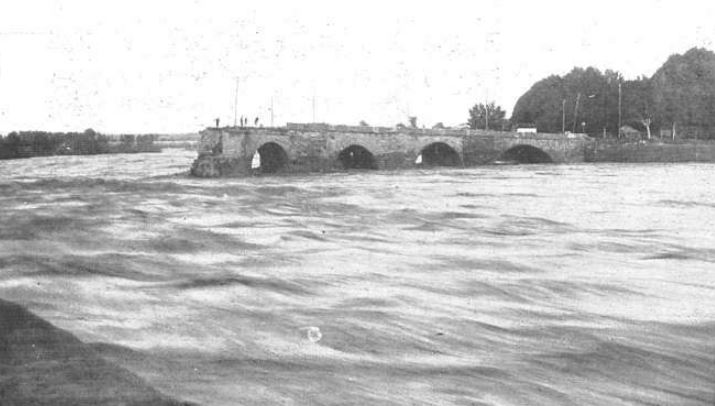
Il ponte dopo l'inondazione del 1907.

All'epoca il vecchio ponte offriva uno spettacolo desolante: conservava ancora arcate e pilastri nella parte rivolta a Cappont, però di quella prossima all'entrata nella città rimaneva solo una passerella improvvisata.

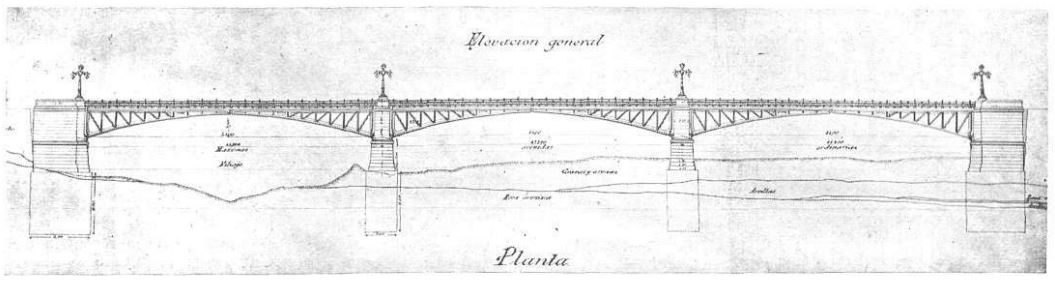
Il progetto di Josep Bores (1907).

Questa era la situazione dal 1907, quando le acque agitate demolirono metà del ponte e se ne dovette erigere uno nuovo. Esso sancì la fine definitiva di quello in pietra. Lo progettò l'ingegnere Josep Bores e venne finanziato dallo Stato e realizzato dalla Maquinista Terrestre y Marítima (MTM), che si era aggiudicata l'asta tenutasi il 30 maggio 1908. I lavori durarono più di tre anni e il risultato fu un ponte parallelo al vecchio, a due piloni, con due contrafforti di cemento ricoperti di pietra e tre arcate metalliche con le rispettive luci di 44 metri di ampiezza. La carreggiata era larga dieci metri e la pendenza si elevava fino a raggiungere i 10 metri dalla portata minima del fiume. Venne inaugurato nel 1911 e così sparì l'antico ponte in pietra. Sempre in quell'occasione venne dato il nome di Piazza González Besada (allora Ministro dei Trasporti e delle Infrastrutture) allo spazio antistante l'Arc del Pont e quello di Piazza Bores al territorio recentemente urbanizzato all'entrata dei Camps Elisis. Il ponte però non durò nemmeno questa volta: 27 anni dopo venne demolito con la dinamite.

### 1939: un ponte di legno provvisorio
Il 3 di aprile del 1938 le truppe di Francisco Franco conquistarono Lleida. L'ultima azione delle truppe repubblicane prima di abbandonare la città fu di far saltare in aria i suoi ponti. Nell'1939 c'era il bisogno di edificare un ponte sicuro e solido per stabilizzare le comunicazioni. Non si poteva aspettare il completamento del ponte definitivo e la soluzione fu costruirne uno in legno, il quale venne poi realizzato in 19 giorni. Presentava una lunghezza totale di 159 metri, con sette campate di lunghezza variabile tra i 21,60 m e i 26,40 metri e un profilo a doppia T. Era a doppia circolazione con una carreggiata di 5,30 metri, due marciapiedi e una larghezza totale di 8 metri. Lo poggiarono su piloni di cinque metri, anch'essi di legno. Questo ponte provvisorio durò fino al 1944, quando venne inaugurato il nuovo.

### 1944: la nuova inaugurazione
Il ponte attuale della città di Lleida venne costruito agli inizi degli anni '40. Con una lunghezza totale di 149 metri, attraversava il Segre con i suoi tre pilastri, due contrafforti e quattro arcate; le due centrali misuravano 47,60 metri e le due laterali 25 metri. Era un ponte a sbalzo, rivoluzionario per la sua epoca. Lo progettarono gli ingegneri Amalio Hidalgo Fernández, Jacinto Julio González e il leridano Victoriano Muñoz Homs. L'appaltatore fu Marcelino Llagostera. I lavori vennero avviati alla fine del 1940, durarono 45 mesi e il ponte fu inaugurato il 6 maggio del 1944. Fino ad ora ha dimostrato la sua solidità: due inondazioni lo misero alla prova nel 1966 e nel 1982. Nel 2007 si modificò il percorso pedonale ampliandolo e aggiungendo balaustre di ferro per renderlo più sicuro dalle automobili.

## La leggenda del Ponte di Lleida
La leggenda del Ponte di Lleida si può riassumere nell'espressione: "Un sì o un no, o la ragione del ponte di Lleida". Per andare nella Plaza de San Juan, dove si teneva il mercato, ci si dirigeva verso l'Arc del Pont e, nell'attraversare il ponte, si dovevano pagare le tasse al funzionario (detto burot). La leggenda prevede che una contadina abbia litigato una volta con il burot, perché riteneva che le poche uova che portava con sé nel paniere non dovessero essere oggetto di imposta. Dopo un certo trambusto e parole forti, la contadina decise di romperli e di berseli uno ad uno. Alla fine, iniziando ad attraversare il ponte, esclamò trionfante: "Vedi come invece passano senza pagare!".

## L'importanza delle barche
L'attraversamento del Segre è sempre stato una necessità. Per questo motivo, quando l'assalto delle sue acque ha rovinato il ponte interrompendo le comunicazioni, si sono sempre trovate soluzioni tempestive: la prima consisteva nel ricorso a barche, già documentato nel 1372. Come trovato nell'archivio della Paeria (la sede comunale), quando il fiume straripò in quell'anno portandosi con sé due arcate, si chiamò un certo Berenguer de Tomás affinché portasse un'imbarcazione che possedeva a Mequinensa per ristabilire i contatti tra una sponda e l'altra. Probabilmente non fu la prima volta e si sa con certezza che non fu nemmeno l'ultima.
Si ritornò al loro utilizzo nel 1579, sempre per le stesse ragioni. Allora questo sistema si stabilizzò e divenne consueto: per rendere più agevole il servizio si predisposero due stazioni, una in Plaza Sant Francesc e l'altra a Cappont. Nel 1641 si costruì, in quello stesso luogo, una piccola porta cittadina nominata Portal de la Barca. Questa resistette fino al XVIII secolo, quando si aprì la banchina e venne demolita. Oltre all'uso emergenziale delle barche per supplire alla carenza del ponte, c'erano sempre stati passaggi permanenti di questo tipo, lontani dalla città, usati dal popolo e da chi viveva vicino alla riva. I più conosciuti erano il passaggio di Barcas del Tòfol e di Vilanova de la Barca.

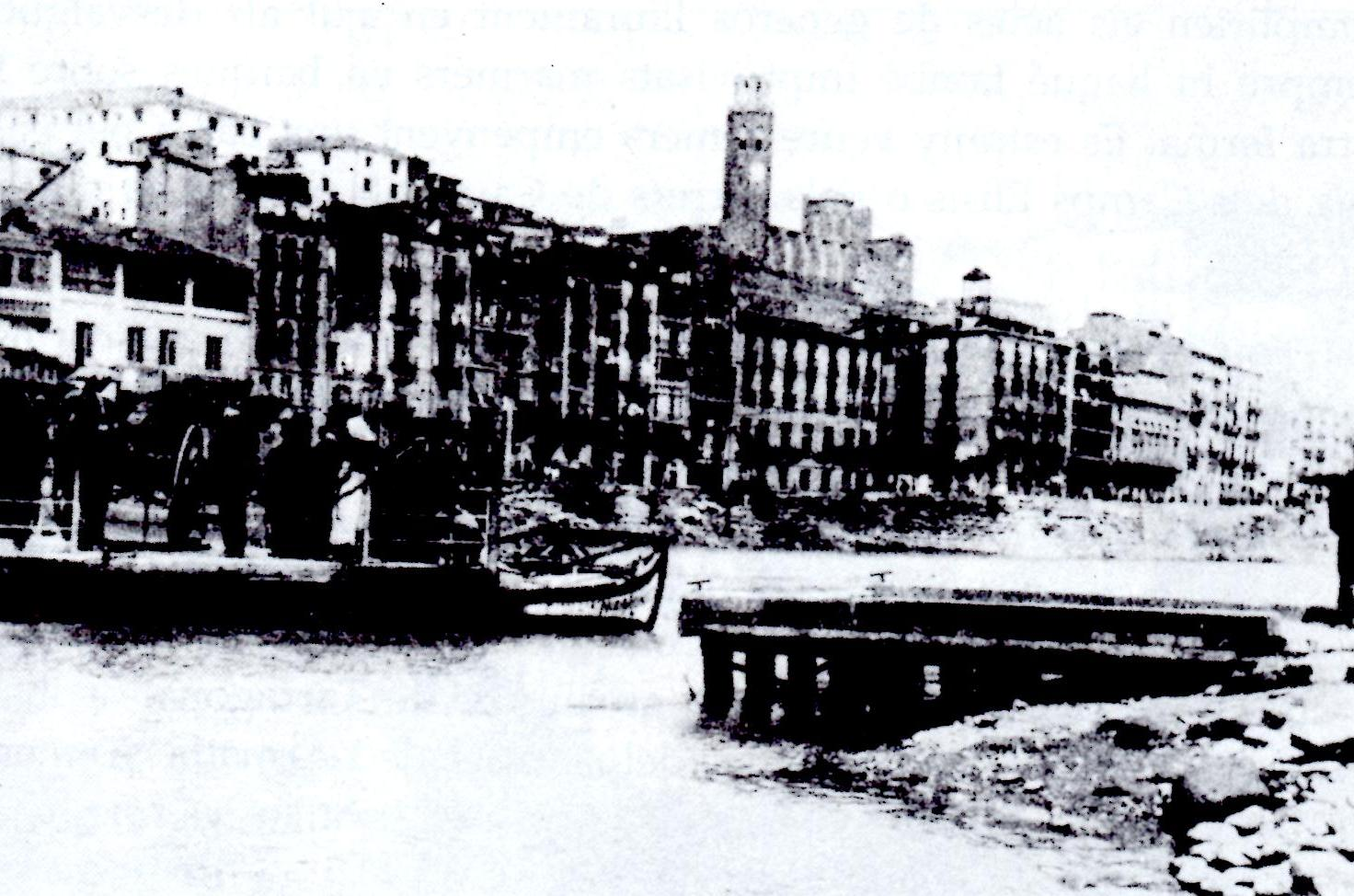
Navi usate per il trasporto da una parte all'altra del fiume.